# Alexander Lwowitsch Oreschkin
Alexander Lwowitsch Oreschkin (russisch Александр Львович Орешкин; * 15. Juli 1961 in Leningrad, Russische SFSR, Sowjetunion) ist ein ehemaliger russischer Dartspieler, der 2016 und 2018 an der PDC-Weltmeisterschaft teilnahm.

## Karriere
Bis zur WM 2016 war Oreschkin ziemlich unbekannt, zuvor hatte er nur ein Viertelfinale beim Baltic Cup erreicht. Dann konnte er sich überraschend bei der russischen Qualifikation ein Ticket für die Weltmeisterschaft in London holen. In der Vorrunde konnte er Paul Lim mit 2:1 Sätzen bezwingen und stand damit im Hauptfeld. Hier verspielte er gegen Mervyn King eine 2:0 Satzführung und schied in Runde eins aus. Im selben Jahr nahm er mit Boris Kolzow am World Cup of Darts teil. Die beiden zeigten gegen Raymond van Barneveld und Michael van Gerwen eine gute Leistung und verloren mit 3:5.
Beim Qualifier um ein WM-Ticket verlor Oreschkin gegen seinen russischen Landsmann Boris Kolzow, sodass dieser sich für die WM 2017 qualifizierte. Die folgenden Jahre nahm Oreschkin immer mit Kolzow beim World Cup of Darts teil. 2017 gelang ihnen ein 5:3 gegen Hongkong. Daraufhin konnte Oreschkin Kyle Anderson mit 4:2 bezwingen, ebenso gewannen die beiden das folgende Doppel und standen im Viertelfinale, wo man aber deutlich an Belgien scheiterte. 2018 gewann er mit seinem gewohnten Partner Boris Kolzow den WDF World Cup im Doppel.
Den russischen Qualifier 2017 konnte Oreschkin gewinnen und sicherte sich ein WM-Ticket für 2018, wo er aber mit 0:2 am Deutschen Kevin Münch bereits in der Vorrunde scheiterte. Im Jahr 2019 verließ er die PDC, nachdem er sich nicht für die Weltmeisterschaft qualifizieren konnte.

## Trivia
Oreschkin war dafür bekannt, mit langem Bart und Sonnenbrille anzutreten.

## Weltmeisterschaftsresultate

### PDC
- 2016: 1. Runde (2:3-Niederlage gegen  Mervyn King)
- 2018: Vorrunde (0:2-Niederlage gegen  Kevin Münch)